# لي باتريك براون
لي باتريك براون (بالإنجليزية: Lee P. Brown) (و. 1937 – م) هو سياسي من الولايات المتحدة الأمريكية .
وهو عضو في الحزب الديمقراطي الأمريكي .

## التعليم
تعلم في جامعة سان هوزيه.